# Jonah & The Whales
Jonah & The Whales war eine deutsche Beatband aus Nürnberg, die zwischen 1965 und 1967 eine Single sowie weitere Songs auf einem Sampler veröffentlichte. Aus dieser Gruppe ging wenig später die Nürnberger Band Ihre Kinder hervor, die als Pioniere des Deutschrock gelten.

## Geschichte
Gegründet wurde die Band 1963 durch Sänger Sonny Hennig und Rhythmusgitarrist Ernst Schultz. Weitere Mitglieder waren Leadgitarrist Wolfram Stumm, Schlagzeuger Roland Multhaupt und Bassist Günter Gast. Im Jahr 1966 erhielt die Band, die von Jonas Porst, dem Sohn von Hannsheinz Porst (Photo Porst), finanziell unterstützt und gemanagt wurde, die Chance, eine Coverversion des Titels It's Great der britischen Popgruppe The Monotones aufzunehmen, der auf dem Label Deutsche Vogue erschien und als B-Seite eine Coverversion von Bob Dylans It Ain't Me Babe beinhaltete. It’s Great stellte die erste Stereo-Single der Deutschen Vogue dar und wurde auch in Australien publiziert. Im Jahr 1967 erschien mit den Titeln Hurt Me If You Will und The Day That I Met You zwei weitere Songs von Jonah & The Whales auf dem Sampler Der deutsche Nachwuchs stellt sich vor. It's Great und Hurt Me If You Will wurden 2004 auf dem CD-Sampler Beat im Süden wiederveröffentlicht.
Ihren spektakulärsten Liveauftritt hatte Jonah & The Whales mit einem nicht angemeldeten Konzert auf dem Dach der damaligen Photo-Porst-Filiale vor der Nürnberger Lorenzkirche, zu dem rund 5000 Jugendliche kamen, die den Verkehr in der Stadt komplett lahmlegten. Außerdem trat die Band als Vorgruppe für Bands wie The Who, The Troggs oder Los Bravos auf.
Mit Jonas Porst, Sonny Hennig und Ernst Schultz bildeten zentrale Figuren von Jonah & The Whales bald darauf auch den Kern von Ihre Kinder. Der von Ernst Schultz geschriebene Song The Day That I Met You diente als musikalische Grundlage des 1970 erschienenen Ihre Kinder LP-Titelsongs Leere Hände.